# Katie Archibald
Katie Archibald (Chertsey, 12 maart 1994) is een Schotse wielrenster. Zij is actief op de baan en op de weg. Vanaf 2021 rijdt ze voor Ceratizit-WNT. In 2016 reed zij voor de Britse wielerploeg Podium Ambition, in 2017 voor Team WNT en in 2018 voor Wiggle High5.

## Carrière
In de individuele en ploegenachtervolging is zij meervoudig Brits, Europees en wereldkampioen. Dit laatste werd ze namens het Verenigd Koninkrijk in 2014 in het Colombiaanse Cali, samen met Laura Trott, Elinor Barker en Joanna Rowsell. Twee jaar later wonnen zij bovendien goud op de ploegenachtervolging tijdens de Olympische Spelen in Rio de Janeiro. Op de Gemenebestspelen 2014 in Glasgow won ze namens gastland Schotland brons bij de puntenkoers.
In 2021 won ze voor de tweede maal goud op de Olympische Zomerspelen. Ditmaal op het onderdeel koppelkoers samen met Laura Trott.
In haar jeugd deed Archibald aan zwemmen. Ze begon pas in 2011, op 17-jarige leeftijd aan wielrennen. Twee jaar later werd ze al Brits kampioene individuele achtervolging en won zilver samen met Laura Trott, Elinor Barker en Danielle King.
Archibald is de jongere zus van wielrenner John Archibald. Haar partner Rab Wardell overleed op 23 augustus 2022, twee dagen nadat hij het Schotse kampioenschap op de mountainbike had gewonnen.

## Belangrijkste overwinningen

### Op de weg
2013
15e op Brits kampioenschap tijdrijden
2014
Milk race
1e en 3e etappe Matrix Fitness Grand Prix Series
2e en 6e etappe British Cycling Women’s Road Series
 Brits kampioenschap tijdrijden
6e op Brits kampioenschap op de weg
5e op Gemenebestspelen 2014 tijdrit
7e op Gemenebestspelen 2014 wegrit
2015
London Nocturne
2e etappe Matrix Fitness Grand Prix Series
6e op Brits kampioenschap tijdrijden
6e op Brits kampioenschap op de weg
2017
Sprintklassement Emakumeen Bira
2018
Proloog BeNe Ladies Tour

### Op de baan
| Jaar | BK                                                            | EK                                                   | WK                                                        | Overige |
| ---- | ------------------------------------------------------------- | ---------------------------------------------------- | --------------------------------------------------------- | --- |
| 2012 | ind. achtervolging junior, · puntenkoers junior               |                                                      |                                                           | |
| 2013 | koppelkoers · ind. achtervolging                              | ploegachtervolging                                   |                                                           | Aguascalientes: ploegachtervolging · Manchester: scratch, · ind. achtervolging                                           |
| 2014 | ind. achtervolging · ploegachtervolging · 4e scratch          | ind. achtervolging ploegachtervolging                | ploegachtervolging 4e puntenkoers                         | CW-Games: puntenkoers · 4e ind. achtervolging, 5e scratch · Guadalajara: ploegachtervolging · Londen: ploegachtervolging |
| 2015 | ploegachtervolging · ind. achtervolging · scratch puntenkoers | ploegachtervolging, ind. achtervolging, afvalkoers   | ploegachtervolging · 5e ind. achtervolging                | |
| 2016 |                                                               | ind. achtervolging, · omnium, · afvalkoers           |                                                           | OS: ploegenachtervolging                                                                                                 |
| 2017 |                                                               | ind. achtervolging, · omnium, · ploegenachtervolging | omnium                                                    | |
| 2018 |                                                               | ploegenachtervolging, · ind. achtervolging, · omnium | koppelkoers, · ploegenachtervolging                       | |
| 2019 |                                                               | ploegenachtervolging · achtervolging                 |                                                           | WB Glasgow: ploegenachtervolging                                                                                         |
| 2020 |                                                               | ploegenachtervolging puntenkoers                     | ploegenachtervolging                                      | |
| 2021 |                                                               | koppelkoers omnium scratch                           | omnium · puntenkoers · koppelkoers · ploegenachtervolging | OS: · koppelkoers · ploegenachtervolging                                                                                 |
| 2022 |                                                               |                                                      | ploegenachtervolging                                      | |
| 2023 |                                                               | koppelkoers omnium ploegenachtervolging              | ploegenachtervolging                                      | |
| 2024 |                                                               |                                                      | ploegenachtervolging · koppelkoers                        | |

## Ploegen
- 2017 –  Team WNT
- 2018 –  Wiggle High5
- 2022 –  Ceratizit-WNT
- 2023 –  Ceratizit-WNT
- 2024 –  CERATIZIT-WNT Pro Cycling

2012: King, Rowsell, Trott ·
2016: Archibald, Barker, Rowsell, Trott  ·
2020: Brauße, Brennauer, Klein, Kröger ·
2024: Dygert, Faulkner, Valente, Williams
2020: Katie Archibald & Laura Kenny ·
2024: Chiara Consonni & Vittoria Guazzini
Archibald · Barbieri · Barker · Brennauer · Brown · Cordon · Cure · Edmondson · Fahlin · G. Garner · L. Garner · Leth · Longo Borghini · Ritter · Stewart · Yonamine · Wild
Alessio · Alonso · Archibald · Asencio · Brauße · Brennauer(tot 21/8) · Confalonieri · Ebere · Fidanza · Lach · Nilsson · Salazar · Schweinberger · Seidel · Teutenberg · Vieceli
Alonso · Archibald · Arzuffi · Asencio · Berton · Brauße · Ebere · A. Fidanza · M. Fidanza · Gill · Kerbaol · Lach · Nilsson · Schweinberger · Teutenberg · De Zoete
Alonso · Archibald · Arzuffi · Asencio · Berton · Brauße · Ebere · A. Fidanza · M. Fidanza · Jaskulska · Kerbaol · Lach · Schweinberger · Teutenberg · De Zoete